# Список призёров зимних Олимпийских игр 1980
Ниже представлен список всех призёров зимних Олимпийских игр 1980 года, проходивших с 13 по 24 февраля 1980 года в городе Лейк-Плэсид, США. Всего в соревнованиях принял участие 1072 спортсмена — 840 мужчин и 232 женщины, представлявшие 37 стран (национальных олимпийских комитета). Было разыграно 38 комплектов наград в 10 олимпийских видах спорта. В лыжном двоеборье, прыжках с трамплина, бобслее, биатлоне и хоккее разыгрывали медали исключительно мужчины, а фигурное катание было единственным видом спорта на этой зимней Олимпиаде, где мужчины и женщины соревновались вместе в парах. Призёрами Игр в Лейк-Плэсиде стали спортсмены из 19 стран — при этом 11 из этих стран удалось завоевать как минимум одну золотую медаль. Победителем общемедального зачёта стала сборная СССР завоевавшая 22 медали из которых 10 золотых, 6 серебряных и 6 бронзовых медалей.

## Биатлон
| Соревнование                  | Золото                                                                            | Серебро                                                       | Бронза                                                                  |
| ----------------------------- | --------------------------------------------------------------------------------- | ------------------------------------------------------------- | ----------------------------------------------------------------------- |
| Мужчины: индивидуальная гонка | Анатолий Алябьев (URS)                                                            | Франк Ульрих (GDR)                                            | Эберхард Рёш (GDR)                                                      |
| Мужчины: спринт               | Франк Ульрих (GDR)                                                                | Владимир Аликин (URS)                                         | Анатолий Алябьев (URS)                                                  |
| Мужчины: эстафета 4×7,5 км    | СССР · Владимир Аликин · Александр Тихонов · Владимир Барнашов · Анатолий Алябьев | ГДР · Матиас Юнг · Клаус Зиберт · Франк Ульрих · Эберхард Рёш | ФРГ · Франц Бернрайтер · Ханси Эстнер · Петер Ангерер · Герхард Винклер |

## Бобслей
| Дисциплина       | Золото                                                                              | Серебро                                                            | Бронза                                                              |
| Мужчины-двойки   | Швейцария · Эрих Шерер · Йозеф Бенц                                                 | ГДР · Бернхард Гермесхаузен · Ханс-Юрген Герхардт                  | ГДР · Майнхард Немер · Богдан Музиоль                               |
| Мужчины-четвёрки | ГДР · Майнхард Немер · Богдан Музиоль · Бернхард Гермесхаузен · Ханс-Юрген Герхардт | Швейцария · Эрих Шерер · Ульрих Бехли · Рудольф Марти · Йозеф Бенц | ГДР · Хорст Шёнау · Роланд Ветциг · Детлеф Рихтер · Андреас Кирхнер |

## Горнолыжный спорт
| Соревнование               | Золото                     | Серебро                 | Бронза                 |
| -------------------------- | -------------------------- | ----------------------- | ---------------------- |
| Мужчины: скоростной спуск  | Леонард Сток (AUT)         | Петер Вирнсбергер (AUT) | Стив Подборски (CAN)   |
| Мужчины: гигантский слалом | Ингемар Стенмарк (SWE)     | Андреас Венцель (LIE)   | Ханс Энн (AUT)         |
| Мужчины: слалом            | Ингемар Стенмарк (SWE)     | Фил Маре (USA)          | Жак Люти (SUI)         |
| Женщины: скоростной спуск  | Аннемари Мозер-Прёль (AUT) | Ханни Венцель (LIE)     | Мари-Терез Надиг (SUI) |
| Женщины: гигантский слалом | Ханни Венцель (LIE)        | Ирене Эппле (FRG)       | Перрин Пелан (FRA)     |
| Женщины: слалом            | Ханни Венцель (LIE)        | Криста Кинсхофер (FRG)  | Эрика Хесс (SUI)       |

## Конькобежный спорт
| Дисциплина                         | Золото                   | Серебро                       | Бронза                    |
| Мужчины:500 метров см. подробнее   | Эрик Хайден США          | Евгений Куликов СССР          | Лиуве де Бур Нидерланды   |
| Мужчины:1000 метров см. подробнее  | Эрик Хайден США          | Гаэтан Буше Канада            | Владимир Лобанов СССР     |
| Мужчины:1000 метров см. подробнее  | Эрик Хайден США          | Гаэтан Буше Канада            | Фроде Рённинг Норвегия    |
| Мужчины:1500 метров см. подробнее  | Эрик Хайден США          | Кай Арне Стенсьеммет Норвегия | Терье Андерсен Норвегия   |
| Мужчины:5000 метров см. подробнее  | Эрик Хайден США          | Кай Арне Стенсьеммет Норвегия | Том Эрик Оксхолм Норвегия |
| Мужчины:10000 метров см. подробнее | Эрик Хайден США          | Пит Клейне Нидерланды         | Том Эрик Оксхолм Норвегия |
| Женщины:500 метров см. подробнее   | Карин Энке ГДР           | Леа Поулос США                | Наталья Петрусёва СССР    |
| Женщины:1000 метров см. подробнее  | Наталья Петрусёва СССР   | Леа Поулос США                | Сильвия Альбрехт ГДР      |
| Женщины:1500 метров см. подробнее  | Анни Боркинк Нидерланды  | Риа Виссер Нидерланды         | Сабина Беккер ГДР         |
| Женщины:3000 метров см. подробнее  | Бьёрг Эва Енсен Норвегия | Сабина Беккер ГДР             | Бет Хайден США            |

## Лыжные гонки
| Дисциплина                              | Золото                                                                            | Серебро                                                                 | Бронза                                                                        |
| Мужчины:15 км см. подробнее             | Томас Вассберг Швеция                                                             | Юха Мието Финляндия                                                     | Уве Эунли Норвегия                                                            |
| Мужчины:30 км см. подробнее             | Николай Зимятов СССР                                                              | Василий Рочев-старший СССР                                              | Иван Лебанов Болгария                                                         |
| Мужчины:50 км см. подробнее             | Николай Зимятов СССР                                                              | Юха Мието Финляндия                                                     | Александр Завьялов СССР                                                       |
| Мужчины: Эстафета 4×10 км см. подробнее | СССР · Василий Рочев-старший · Николай Бажуков · Евгений Беляев · Николай Зимятов | Норвегия · Ларс Эрик Эриксен · Пер Кнут Оланн · Уве Эунли · Оддвар Бро  | Финляндия · Харри Кирвесниеми · Пертти Теураярви · Матти Питкянен · Юха Мието |
| Женщины:5 км см. подробнее              | Раиса Сметанина СССР                                                              | Хилькка Рийхивуори Финляндия                                            | Квета Ериова Чехословакия                                                     |
| Женщины:10 км см. подробнее             | Барбара Петцольд ГДР                                                              | Хилькка Рийхивуори Финляндия                                            | Хелена Такало Финляндия                                                       |
| Женщины: Эстафета 4×5 км см. подробнее  | ГДР · Марлис Росток · Карола Андинг · Вероника Хессе · Барбара Петцольд           | СССР · Нина Балдычева · Нина Рочева · Галина Кулакова · Раиса Сметанина | Норвегия · Бритт Петтерсен · Анетте Бёе · Марит Мюрмель · Берит Эунли         |

## Лыжное двоеборье
| Дисциплина                | Золото            | Серебро                   | Бронза             |
| Нормальный трамплин/15 км | Ульрих Велинг ГДР | Юко Карьялайнен Финляндия | Конрад Винклер ГДР |

## Прыжки на лыжах с трамплина
| Дисциплина                        | Золото                   | Серебро               | Бронза                  |
| Нормальный трамплин см. подробнее | Тони Иннауэр Австрия     | Манфред Деккерт ГДР   | не присуждалась         |
| Нормальный трамплин см. подробнее | Тони Иннауэр Австрия     | Хирокадзу Яги Япония  | не присуждалась         |
| Большой трамплин см. подробнее    | Йоуко Тёрмянен Финляндия | Хуберт Нойпер Австрия | Яри Пуйкконен Финляндия |

## Санный спорт
| Дисциплина         | Золото                        | Серебро                                | Бронза                                  |
| ------------------ | ----------------------------- | -------------------------------------- | --------------------------------------- |
| Одиночки (мужчины) | Бернхард Гласс ГДР            | Пауль Хильдгартнер Италия              | Антон Винклер ФРГ                       |
| Одиночки (женщины) | Вера Зозуля СССР              | Мелитта Зольман ГДР                    | Ингрида Амантова СССР                   |
| Двойки             | ГДР · Ханс Ринн · Норберт Хан | Италия · Петер Гшнитцер · Карл Бруннер | Австрия · Георг Флуккингер · Карл Шротт |

## Фигурное катание
| Дисциплина                | Золото                                   | Серебро                               | Бронза                              |
| Мужское одиночное катание | Робин Казинс Великобритания              | Ян Хоффман ГДР                        | Чарльз Тикнер США                   |
| Женское одиночное катание | Анетт Пётч ГДР                           | Линда Фратиани США                    | Дагмар Лурц ФРГ                     |
| Парное катание            | Ирина Роднина Александр Зайцев СССР      | Марина Черкасова Сергей Шахрай СССР   | Мануэла Магер Уве Беверсдорф ГДР    |
| Танцы на льду             | Наталья Линичук Геннадий Карпоносов СССР | Кристина Регёци Андраш Шаллаи Венгрия | Ирина Моисеева Андрей Миненков СССР |

## Хоккей
| Золото | Серебро | Бронза |
| Сборная США Джим Крейг, Стив Янашак, Дэйв Кристиан, Кен Морроу, Майк Рэмзи, Билл Бейкер, Боб Сутер, Джек О'Каллахэн, Марк Джонсон, Базз Шнайдер, Роб Макклэнахэн, Марк Павелич, Фил Веркота, Майк Эрузионе, Дэйв Силк, Джон Харрингтон, Стив Кристофф, Нил Бротен, Марк Уэллс, Эрик Стробл | Сборная СССР Владислав Третьяк, Владимир Мышкин, Вячеслав Фетисов, Василий Первухин, Алексей Касатонов, Сергей Стариков, Зинэтула Билялетдинов, Валерий Васильев, Александр Голиков, Владимир Крутов, Борис Михайлов, Сергей Макаров, Валерий Харламов, Виктор Жлуктов, Александр Мальцев, Хелмут Балдерис, Юрий Лебедев, Владимир Голиков, Александр Скворцов, Владимир Петров | Сборная Швеции Пелле Линдберг, Вильям Лёфквист, Томас Юнссон, Ульф Вейнсток, Матс Валтин, Томас Эрикссон, Стуре Андерссон, Ян Эрикссон, Томми Самуэльссон, Матс Ольберг, Матс Неслунд, Пер Лундквист, Лейф Хольмгрен, Ларс Мулин, Дан Сёдерстрём, Бу Берглунд, Хокан Эрикссон, Леннарт Нурберг, Бенгт Лундхольм, Харальд Люкнер |

## О призёрах
- Настоящим героем игр-1980 стал 21-летний американский конькобежец Эрик Хайден, который выиграл все 5 дистанций — уникальный случай в истории спорта. С пятью золотыми медалями Хайден единолично мог бы занять 3-е место в общем зачёте, пропустив вперёд лишь СССР и ГДР. Младшая сестра Эрика Бет Хайден выиграла бронзу на дистанции 3000 м.
- В лыжной гонке с раздельным стартом на 15 км Томасу Вассбергу для победы надо было показать время лучше, чем у финна Юхи Мието — 41 минута и 57,64 сек. Вассберг остановил секундомер на финише на отметке 41:57,63, опередив финна на одну сотую секунды — наименьший интервал между первым и вторым местом в истории лыжных гонок на Олимпиадах. Беспрецедентность этого случая и драматизм ситуации явились в большой степени причиной отмены учета сотых долей секунды на лыжних гонках.
- Впервые в истории Олимпиад был использован искусственный снег.
- 3 золотые медали на счету советского лыжника Николая Зимятова.
- Советский биатлонист Александр Тихонов в 4-й раз подряд выиграл олимпийское золото в эстафете.
- Советская фигуристка Ирина Роднина и восточногерманский двоеборец Ульрих Велинг выиграли свои третьи подряд золотые медали.
- Одной из главных сенсаций Олимпиады стала победа хоккейной сборной США, составленной из студентов и любителей, над казавшейся непобедимой советской командой, которая выиграла до этого пять Олимпиад подряд. Эта победа со счётом 4:3 получила название «Чудо на льду» и открыла американцам путь к золотым медалям, которые они не без труда и завоевали.
- Единственные за всю олимпийскую историю Лихтенштейна золотые медали завоевала 23-летняя горнолыжница Ханни Венцель, что позволило маленькой альпийской стране занять высокое 6-е место в общем медальном зачёте, опередив такие признанные спортивные державы как Норвегия, Финляндия, Швейцария, Италия, Франция, ФРГ. Кроме того, благодаря Венцель Лихтенштейн стал самой малонаселённой страной в истории Олимпийских игр, которая смогла выиграть золото.
- Впервые в биатлонную программу зимней Олимпиады был включён спринт. Первым чемпионом в новой дисциплине стал Франк Ульрих из ГДР.
- Советской фигуристке Марине Черкасовой на момент проведения Олимпиады было лишь 15 лет и 3 месяца, что не помешало ей выиграть серебро в паре с Сергеем Шахраем.
- Серебро танцевальной пары Кристина Регёци и Андраш Шаллаи стало первой олимпийской медалью Венгрии на зимних Олимпиадах после 1956 года. Следующую медаль зимних Игр венгерские спортсмены выиграли только в 2018 году.
- Бронза 22-летнего лыжника Ивана Лебанова на дистанции 30 км стала первой медалью на зимних Олимпиадах в истории Болгарии. До этого болгарские спортсмены 9 раз участвовали в зимних Играх, но всегда оставались без наград.
- Легендарная советская лыжница Галина Кулакова выиграла свою восьмую и последнюю олимпийскую медаль — серебро в эстафете.